# Sincenac
Sincenac era una comuna francesa que estaba situada en el departamento de Dordoña, de la región de Nueva Aquitania, que en 1829 se fusionó con la comuna de Puy-de-Fourches, formando la comuna de Sencenac-Puy-de-Fourches.

## Demografía
| Gráfica de evolución demográfica de Sincenac entre 1793 y 1821 |
|                                                                |

Los datos demográficos contemplados en este gráfico se han cogido de la página francesa EHESS/Cassini.